# Ричи, Джек
Джон Джордж Ритчи (John George Reitci; 26 февраля 1922 — 25 апреля 1983) — американский писатель, автор детективной прозы, публиковавшийся под псевдонимом Джек Ритчи (Jack Ritchie). Хотя им был написан один роман, наибольшую известность принесли ему многочисленные рассказы (всего - около 350).

## Биография
Родился в Милуоки 26 февраля 1922 года. Окончил среднюю школу и поступил в Государственный педагогический университет Милуоки. Во время Второй мировой войны  призван в армию США и в течение двух лет служил в центральной части Тихого океана, проведя большую часть этого периода на острове Кваджалейн, где он, чтобы скоротать время, прочитал большое количество детективов и полюбил этот жанр. После окончания войны вернулся в родной город и, не сумев восстановиться в университете, некоторое время работал в магазине отца. Однако работа портного не прельщала Ритчи, и он решил зарабатывать на жизнь написанием рассказов. Вскоре Ирма Ритчи, тоже сочинявшая рассказы, познакомила сына со своим литературным агентом Ларри Стернигом, которому Ритчи передал свой недавно написанный рассказ "Сезон охоты открыт круглый год" (Always the Season). Стерниг моментально оценил литературное дарование начинающего писателя и в 1953 году продал рассказ нью-йоркской газете New York Daily News.
В 1954 году Ритчи женился на писательнице Рите Крон (Rita Krohne), которая под фамилией мужа опубликовала серию исторических приключенческих романов для детей. После развода в 1978 году Ритчи переехал в Форт-Аткинсон (штат Висконсин).
Написал единственный роман Tiger Island. Джек Ритчи скончался от сердечного приступа 25 апреля 1983 года. Похоронен на военном кладбище в Милуоки 27 апреля 1983 года.

## Творчество
Среди писателей, повлиявших на его творчество, Ритчи упоминал Агату Кристи, Джона Д. Макдональда, Реймонда Чандлера и Дональда Уэстлейка. Его талант в свою очередь ценили Альфред Хичкок, Энтони Бучер, Эдвард Хох и Уэстлейк.
Джек Ричи был плодовитым автором рассказов, которые были опубликованы в различных периодических изданиях. На протяжении 1950-х годов его рассказы были напечатаны в журнале Manhunt, а также в таких изданиях, как The Philadelphia Inquirer, Stag, New York Daily Mirror, Smashing Detective Stories и Good Housekeeping. Всего было опубликовано около 350 рассказов Ричи. Наибольшее количество произведений появилось на страницах журнала Alfred Hitchcock’s Mystery Magazine: 123 рассказа за 23 года (1959—1982). Рассказы, опубликованные в AHMM, были использованы в популярном телесериале «Альфред Хичкок представляет»; другие легли в основу «Непридуманных историй». Рассказ под названием The Green Heart был экранизирован Элейн Мей в ленте «Новый лист» (1971) с участием самой Мей и Уолтера Маттау. Новелла «Когда не стало Эмили» (The Absence of Emily), отмеченная Премией Эдгара Аллана По в 1982 году, была экранизирована дважды.
В начале 1970-х годов Ричи создал образы сыщика-вампира Кардулы (акроним Дракулы) и детектива Генри Тернбакла, которые использовал в своих самых известных рассказах. Его роман «Tiger Island», в котором основное внимание сосредоточено на проблемах человеческих взаимоотношений, был опубликован в 1987 году, четыре года спустя после смерти автора. Другие произведение продолжают печататься посмертно — рассказ The Fabricator был напечатан в Alfred Hitchcock Mystery Magazine в мае 2009 года. С любезного разрешения наследников  автора на русском языке издается полное 8-томное издание сочинений. 